# Nneka Onyejekwe
Nneka Onyejekwe est une joueuse roumaine de volley-ball née le 18 août 1989 à Hațeg (Roumanie). Elle mesure 1,88 m et joue au poste de centrale. Elle totalise 60 sélections en équipe de Roumanie. Son père est originaire du Nigeria. Son frère Chike Onyejekwe est handballeur roumain.

## Clubs
| Club                  | De        | À         |
| --------------------- | --------- | --------- |
| CSU Metal Galați      | 2005-2006 | 2009-2010 |
| VBC Voléro Zurich     | 2010-2011 | 2013-2014 |
| Racing Club de Cannes | jan 2014  | 2014-2015 |
| Dresdner SC           | jan 2016  | mai 2016  |
| CS Volei Alba-Blaj    | 2016-2017 | 2018-2019 |
| CS Dinamo Bucureşti   | jan 2020  | …         |

## Palmarès

### Clubs
- Ligue des champions
  - Finaliste: 2018.
- Coupe de la CEV
  - Finaliste: 2019.
- Championnat de Roumanie
  - Vainqueur : 2007, 2008, 2009, 2010, 2017, 2019.
  - Finaliste : 2018, 2020.
- Coupe de Roumanie
  - Vainqueur : 2007, 2008, 2009, 2017, 2019.
  - Finaliste : 2018.
- Supercoupe de Roumanie
  - Finaliste: 2016.
- Championnat de Suisse
  - Vainqueur : 2011, 2012, 2013.
- Coupe de Suisse
  - Vainqueur : 2011, 2012, 2013.
- Supercoupe de Suisse
  - Vainqueur : 2010, 2011.
- Championnat de France (1)
  - Vainqueur : 2014, 2015.
- Coupe de France (1)
  - Vainqueur : 2014.
  - Finaliste : 2015.
- Championnat d'Allemagne
  - Vainqueur : 2016.

### Distinctions individuelles
- Ligue des champions de volley-ball féminin 2017-2018: Meilleure centrale[3].